# Weinbau in Australien
Der Weinbau in Australien beschränkt sich hauptsächlich auf die südlichen Regionen Australiens, konzentriert sich also auf die Bundesstaaten Victoria, New South Wales, South Australia (z. B. Barossa Valley und Coonawarra), Tasmanien und einige wenige Orte in Western Australia (z. B. Swan Valley), an denen das Klima gemäßigt ist.
Das Klima zwischen dem 30. und 40. südlichen Breitengrades, wo der australische Weinbau stattfindet, zeichnet sich durch relativ milde Sommertemperaturen von rund 20 °C aus. Allerdings ist die Niederschlagsmenge zeitweilig sehr niedrig, so dass viele Weinbauern gezwungen sind, ihre Weinberge künstlich zu bewässern.
Bei der Herstellung des Weines dürfen Produkte aus unterschiedlichen Anbaugebieten gemischt werden. Das australische Weingesetz schreibt jedoch vor, dass über 85 % des in einer Flasche enthaltenen Weines aus dem auf dem Etikett angegebenen Anbaugebiet kommen muss. Dieses Gesetz, dessen Einhaltung von der Wine and Brandy Corporation laufend kontrolliert wird, besteht seit 1987.

## Geschichte
Australien produzierte seit dem 18. Jahrhundert Wein, zunächst nur für seinen eigenen Markt. Dazu wurden meist einfache, anspruchslose Rebsorten verwendet. Um 1820 ließ sich Gregory Blaxland auf seiner ersten Besitzung in Australien nieder, der Brush Farm. Von dort aus unternahm er unterschiedliche wirtschaftliche Aktivitäten, wie Weinhandel, Tabak- und Graszüchtungen. Blaxland gilt als einer der ersten Weinzüchter Australiens, die erfolgreich Wein anbauten.
Blaxland handelte mit Land, Wein und Branntwein. Anlässlich seines ersten Weinexports nach England im Jahre 1822 wurden seine Weine mit einer Medaille, der großen Silbernen Medaille durch die Royal Society of Arts ausgezeichnet. Er war der erste Australier, der für seine Weine mit einer Medaille geehrt wurde und fünf Jahre später erhielt Blaxland die Goldmedaille.
Aufgrund der generellen Einfachheit der Weine sank die Produktion um das Jahr 1920 herum ab, da die Endverbraucher es vorzogen, importierte, qualitativ hochwertige Weine zu trinken.
Seitdem wurden zunehmend Versuche unternommen, anspruchsvolle und qualitativ hochwertige Rebsorten zu kultivieren und begann man damit, „europäische Weine“ zu machen, hauptsächlich Klassiker wie Chardonnay, Cabernet Sauvignon, Riesling oder Shiraz. Dies ist zum Teil auch mit enormen Kosten für die künstliche Bewässerung verbunden. Dennoch sind australische Weine heute selbst Klassiker und besitzen eine Qualität, die dem Wein aus Italien oder Frankreich kaum noch nachsteht. Australischer Wein hat sich – auch mit seinen hoch qualifizierten Weinmachern – in Europa erfolgreich ausgebreitet.

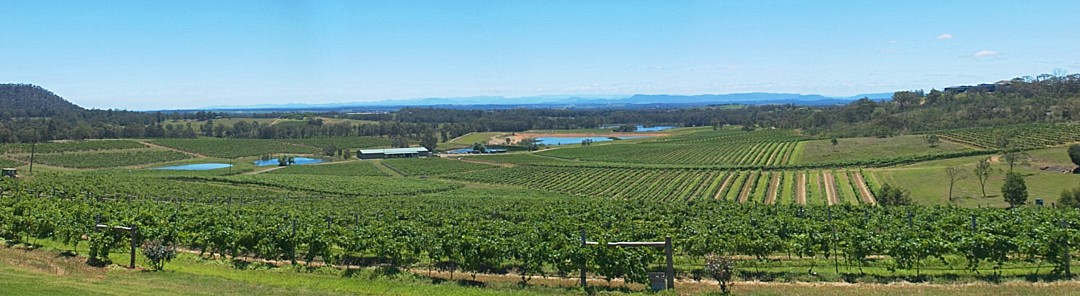
Weinberg im Hunter Valley

## Rebsorten
Es gibt keine autochthone Weinreben in Australien. Insgesamt werden in Australien fast 140 Rebsorten angebaut. Von den insgesamt 146.244 Hektar (Stand 2019) bestockter Rebfläche sind 45 Prozent mit Weißweinsorten, die restlichen 55 Prozent mit Rotweinsorten bepflanzt. Ein Teil der Rotweinsorten wird auch zur Herstellung von Roséwein verwendet.
Von den angebauten Rebsorten besitzen nur etwa 35 eine Marktbedeutung.
| Führende Rebsorten in Australien (Stand 2006) | Führende Rebsorten in Australien (Stand 2006) | Führende Rebsorten in Australien (Stand 2006) | Führende Rebsorten in Australien (Stand 2006) | Führende Rebsorten in Australien (Stand 2006) |
| Sorte                                         | Wein                                          | Synonym                                       | Fläche %                                      | Fläche ha                                     |
| --------------------------------------------- | --------------------------------------------- | --------------------------------------------- | --------------------------------------------- | --------------------------------------------- |
| 1. ‘Syrah’                                    | RW                                            | Shiraz                                        | 25,0                                          | 43.418                                        |
| 2. ‘Chardonnay’                               | WW                                            |                                               | 18,5                                          | 32.150                                        |
| 3. ‘Cabernet Sauvignon’                       | RW                                            |                                               | 16,1                                          | 27.909                                        |
| 4. Merlot                                     | RW                                            |                                               | 6,2                                           | 10.791                                        |
| 5. ‘Sémillon’                                 | WW                                            |                                               | 3,9                                           | 6.752                                         |
| 6. ‘Sultana’                                  | WW                                            | Thompson Seedless                             | 3,3                                           | 5.781                                         |
| 7. ‘Sauvignon Blanc’                          | WW                                            |                                               | 3,2                                           | 5.544                                         |
| 8. ‘Riesling’                                 | WW                                            |                                               | 2,6                                           | 4.432                                         |
| 9. ‘Spätburgunder’                            | RW                                            | Pinot Noir                                    | 2,5                                           | 4.392                                         |
| 10. ‘Colombard’                               | WW                                            |                                               | 1,6                                           | 2.757                                         |
| 11. ‘Muscat d’Alexandrie’                     | WW                                            | Muscat Gordo Blanco                           | 1,5                                           | 2.567                                         |
| 12. ‘Grauburgunder’                           | WW                                            | Pinot Gris                                    | 1,4                                           | 2.469                                         |
| 13. ‘Grenache’                                | RW                                            |                                               | 1,2                                           | 2.011                                         |
| 14. Verdelho                                  | WW                                            |                                               | 1,0                                           | 1.782                                         |
| 15. ‘Petit Verdot’                            | RW                                            |                                               | 0,80                                          | 1.387                                         |
| 16. Viognier                                  | WW                                            |                                               | 0,80                                          | 1.379                                         |
| 17. ‘Ruby Cabernet’                           | RW                                            |                                               | 0,69                                          | 1.202                                         |

Quelle: Australian Government
Es folgen die Sorten ‘Gewürztraminer’ (842 Hektar), ‘Mourvèdre’ (795 Hektar), ‘Chenin Blanc’ (684 Hektar), ‘Cabernet Franc’ (588 Hektar), ‘Sangiovese’ (479 Hektar), Malbec (440 Hektar), ‘Durif’ (451 Hektar), ‘Trebbiano’ (226 Hektar), ‘Tempranillo’ (312 Hektar), ‘Muscat rouge à petits grains’ (200 Hektar), ‘Muscat blanc à petits grains’ (226 Hektar), ‘Tarrango’ (201 Hektar), ‘Muscadelle’ (197 Hektar), ‘Marsanne’ (199 Hektar), ‘Barbera’ (163 Hektar), ‘Doradillo’ (96 Hektar), ‘Schwarzriesling’ (126 Hektar), ‘Crouchen’ (101 Hektar), ‘Nebbiolo’ (97 Hektar), ‘Palomino’ (79 Hektar), ‘Touriga Nacional’ (58 Hektar), ‘Roussanne’ (46 Hektar) und ‘Taminga’.

## Die wichtigsten Weinbauregionen Australiens

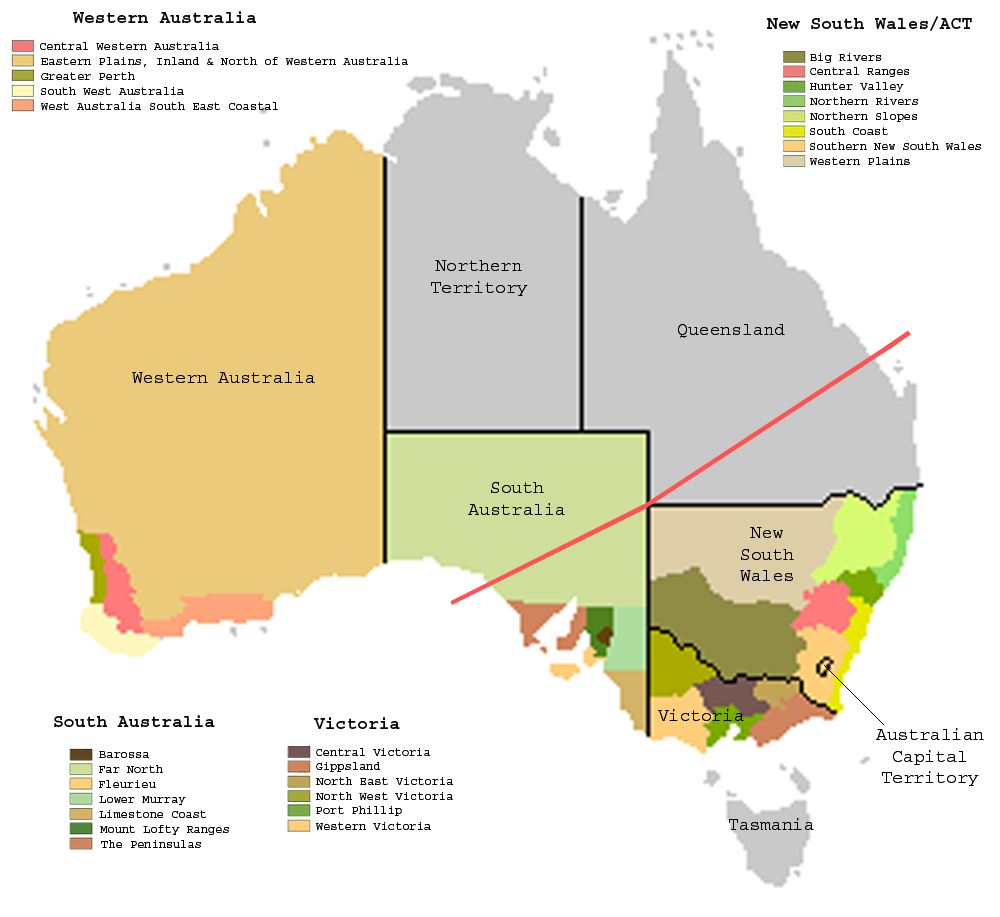
Zonen des Weinanbaus in Australien

Die auf dem Etikett angeführten Informationen sind strengen Regelungen unterworfen. Dies gilt insbesondere für die Herkunftsbezeichnungen.

### South Australia

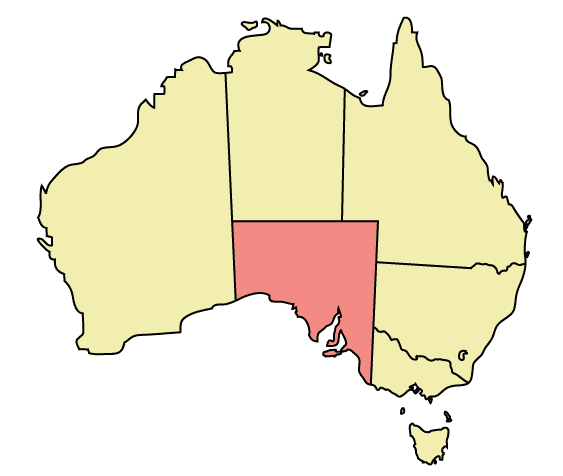
South Australia

In South Australia gibt es folgende Weinbauregionen:
- Clare Valley
- Riverland
- Barossa Valley
- Eden Valley
- Adelaide Hills
- Adelaide Plains
- McLaren Vale
- Langhorne Creek
- Coonawarra
- Padthaway
- Mount Benson
- Wratonbully
- Robe
- Currency Creek
- Kangaroo Island
- Southern Flinders Range
- Southern Fleurien
- Langhorn Creek
- Mount Gambier

### Victoria

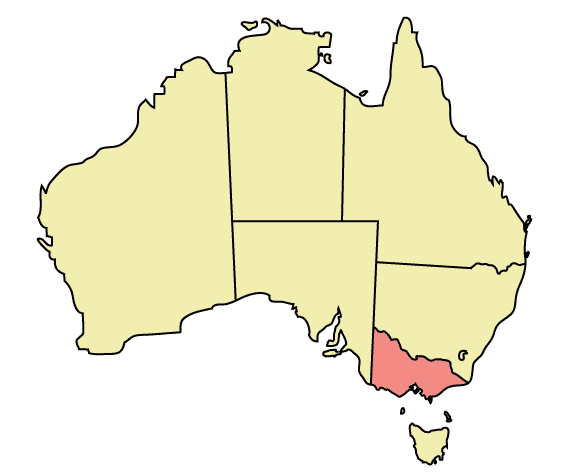
Victoria

In Victoria gibt es folgende Weinbauregionen:
- Alpine Valleys
- Beechworth
- Goulburn Valley
- Grampians
- Heathcote wine region
- Henty
- King Valley
- Mornington Peninsula
- Pyrenees
- Rutherglen
- Yarra Valley
- Bendigo
- Central Victorian Mountain Country
- Geelong
- Macedon Ranges
- Murray Darling
- Stathbogie Ranges
- Sunbury
- Swan Hill

### New South Wales

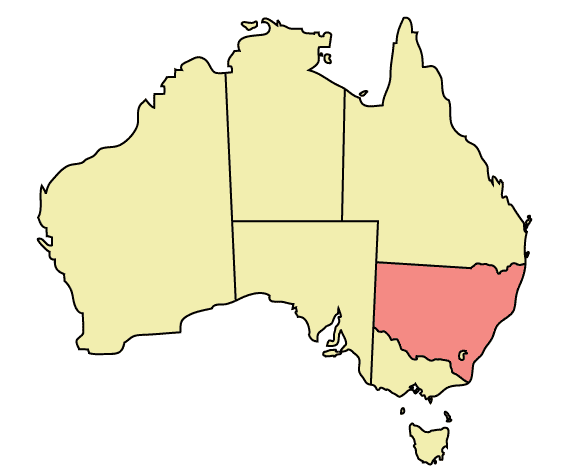
New South Wales

In New South Wales gibt es folgende Weinbauregionen:
- Hunter Valley
- Mudgee
- Riverina
- Canberra District
- Cowra
- Gundagai
- Hasting River
- Hilltops
- Orange
- Pericoota
- Shoalhaven Coast
- Southern Highlands
- Tumbarumba

### Western Australia

Western Australia

Weite Gebiete Westaustraliens sind wegen des trockenen und heißen Klimas nur als Weideland für Schafe nutzbar. Die Gegend um die Stadt Perth genießt jedoch ein angenehmes Mittelmeerklima.
In Western Australia gibt es folgende Weinbauregionen:
- Margaret River
- Swan Valley
- Blackwood Valley
- Geographe
- Great Southern
- Manjimup
- Peel
- Pemberton
- Perth Hills

### Tasmanien

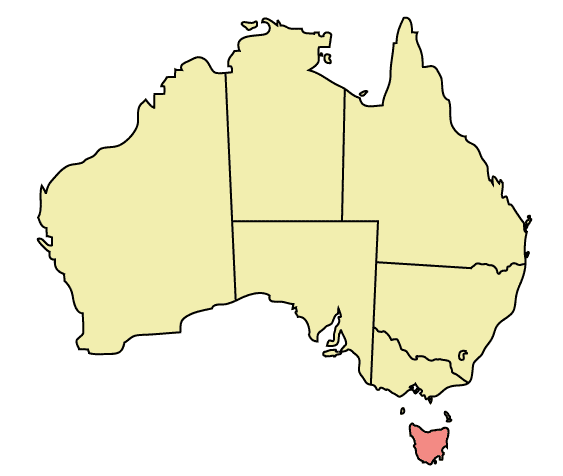
Tasmanien

In jüngster Zeit machen auch Weine aus Tasmanien auf sich aufmerksam. Insbesondere die Weine aus den Rebsorten Chardonnay und Pinot Noir ergeben hier feinste Qualitäten, da sie sich im kühleren Klima der Insel wohlfühlen.
In Tasmanien gibt es folgende Weinbauregionen:
- North West
- Tamar Valley
- Pipers River
- East Coast
- Coal River
- Derwent Valley
- Southern

## Merkmale und Kritik
Der Stil australischer Weine ist oft von großer Fruchtfülle geprägt und ist so den Weinen aus Südamerika oder Kalifornien näher als der Alten Welt. Kritisiert an australischem Wein wird gelegentlich von Ablehnern dieser Stilistik der „marmeladige“ Charakter vieler Weine, und auch gelegentlich seine fabrikmäßige, auf riesige Mengen ausgerichtete Produktionsweise, die konträr zur mehr handwerklichen Wein-Tradition von Europa stehe.
Allerdings gibt es auch hier teilweise hochinteressante, exzellente Weine, die zuweilen auf eine über 100 Jahre alte Weinanbautradition zurückgreifen. Verschiedene dieser Sorten werden seit über 30 Jahren prämiert und einige Weingüter sind mit der Höchstwertung von fünf Sternen ausgezeichnet.

## Weinindustrie
Australien steht auf Platz sechs der weltgrößten Weinproduzenten mit einer Gesamternte von ca. neun Millionen Hektoliter im Jahr 2001. Der Weinexport des Landes wächst enorm. So exportierte Australien vom Sommer 2006 bis zum Sommer 2007 insgesamt Wein im Wert von über zwei Milliarden Australischen Dollar. Von 2001 bis 2005 hat sich die Exportmenge verdoppelt. Eine erneute Verdopplung in den nächsten fünf Jahren ist wahrscheinlich.
Aus Australien stammt eine Reihe qualitativ hochwertiger und international ausgezeichneter Weingüter, wie beispielsweise Peter Lehmann, Lindemans, Logan, Penfolds, Sandalford oder Wolf Blass.

## Klassifikation
Das „Labelling Integrity Programme“ stellt sicher, dass das Etikett den Herstellungsbereich, den Jahrgang und die verwendeten Rebsorten nennt. Ein System von „Geographical Indications“ definiert die Herkunftsgebiete auf unterschiedlichen Ebenen. „Produce of Australia“ ist die grundlegende Bezeichnung, gefolgt von „South-Eastern Australia“, mit der häufig populäre Verschnittweine gekennzeichnet sind. „State of Origin“ ist noch spezifischer, und jeder australische Staat verfügt über eine Anzahl „Zones“. „Regions“ und „Subregions“ sind noch kleinere Einheiten. Wein aus Spitzenreblagen kann die Bezeichnung Outstanding oder Superior tragen.